# ミゲル・ロドリゴ
ミゲル・ロドリゴ（スペイン語: Miguel Rodrigo, 1970年7月15日 - ）は、スペイン・バレンシア出身のフットサル選手・フットサル指導者。2009年から2016年までフットサル日本代表監督を務めた。2017年からフットサルベトナム代表監督。多彩な戦術を駆使することから、「魔法使い」の愛称を持つ。マネジメントはテレビマンユニオン。

## 経歴

### 選手としての経歴
1986年にアンダルシア州リーグ2部のバンコ・デ・グラナダからデビュー。バンコ・デ・グラナダは1987年に州リーグ1部に昇格、1988年に4部に昇格、1989年に3部に昇格、1990年に2部に昇格。1991年には2部のアルムニェカル・ペレス・カスケットに移籍し、1991-92シーズン終了後に選手を引退。

### 初期の指導者経歴
1992年、3部のバンコ・デ・グラナダ監督に就任。グラナダを1992-93シーズン終了後に2部に昇格させ、1998年まで指揮を執った。1998-99シーズンは2部のナサレーノ・デ・セビージャ監督、1999-00シーズンは2部のハエン・パライーソ・インテリオル監督を務めた。2000年にはイタリア1部（セリエA）のスパネシ・ペトラルカ・パドヴァ監督に就任して3シーズン指揮を執った。
2003-04シーズンはロシア1部（スーパーリーグ）のMFKディナモ・モスクワを指揮し、2004-05シーズンの一部はイタリア・セリエA1のルパレンセ・カルチョを指揮。2004年6月26日に第一子となる男の子が生まれた。2004年12月にカハ・セゴビア監督に就任し、初めてスペイン1部の監督に。6位となった2006-07シーズンにはリーグ最優秀監督賞を受賞。2008年にはスーペルコパに出場したが、インテル・モビスターFSに敗れた。カハ・セゴビアでは日本代表の高橋健介を指導。

### 日本代表
2009年6月、フットサル日本代表監督に就任。2010年にウズベキスタンで開催されたAFCフットサル選手権では準決勝でイランに敗れて3位。2010年にはアンダルシア州フットサル協会の名誉監督賞を受賞している。2010年に契約を2年間延長し、2012年のAFCフットサル選手権（開催地/UAE）では決勝でタイを下して優勝。2012 FIFAフットサルワールドカップ（開催地/タイ）にはJ2横浜FCの三浦知良を選出して話題を呼ぶ。1次リーグではブラジル、ポルトガル、リビアという難敵と対戦したが、1勝1分け1敗の勝ち点4で3位となり、ワイルドカードで決勝トーナメント進出。日本代表史上初のベスト16に導いた。三浦は1次リーグ全試合に出場し、ピッチ内外で他の選手たちに影響を与えている。
2013年2月には契約期間を2016年まで延長。2014年のAFCフットサル選手権（開催地/ベトナム）では2連覇を達成。2016年2月に開催された2016 AFCフットサル選手権では準々決勝でベトナムに敗れ、5位決定プレーオフ初戦でキルギスに敗れたことで、2016 FIFAフットサルワールドカップ（開催地/コロンビア）の出場権を逃した。3月には契約満了によって日本代表監督を退任した。

### タイ王国代表
2016年7月にはフットサルタイ王国代表監督に就任した。

## 選手歴
- バンコ・デ・グラナダFS 1986-1991
- アルムニェカル・ペレス・カスケットFS 1991-1992

## 指導歴
- バンコ・デ・グラナダFS/スーペルメルカドス・ダニ・グラナダFS 1992-1998
- ナサレーノ・デ・セビージャFS 1998-1999
- ハエン・パライーソ・インテリオル（英語版） 1999-2000
- スパネシ・ペトラルカ・パドヴァ 2000-2003
- MFKディナモ・モスクワ 2003-2004
- ルパレンセ・カルチョ 2004
- カハ・セゴビア（英語版） 2004.12-2009
- 日本代表 2009-2016
- タイ王国代表 2016-2017
- ベトナム代表 2017-

## タイトル
- スペインリーグ最優秀監督賞
  - 2006-07

- AFCフットサル選手権
  - 2012年、2014年

## 著書
- 『フットサル日本代表監督ミゲル・ロドリゴの フットサル戦術パーフェクトバイブル』　カンゼン 2011年
- 『世界一分かり易い! フットサルの授業』　カンゼン 2012年
- 『日本人チームを躍動させる 決断力の磨き方』　カンゼン 2014年